# Oscar Douglas Skelton

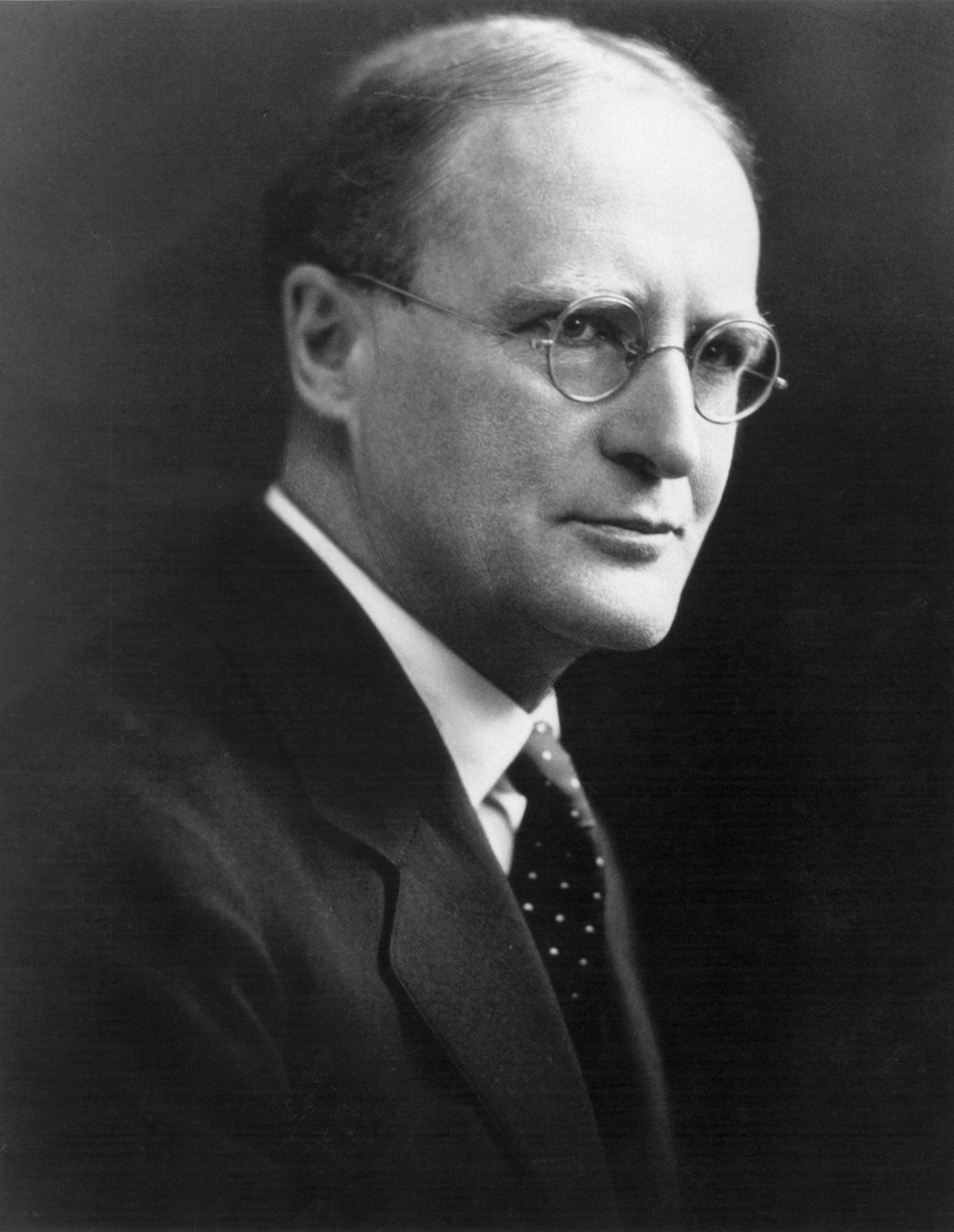
Skelton um 1925–35

Oscar Douglas Skelton (* 13. Juli 1878 in Orangeville, Ontario; † 28. Januar 1941) war ein kanadischer Historiker an der Queen’s University im kanadischen Kingston (genauer John A. Macdonald Professor of Political Science and Economics) von 1909 bis 1925. Ab 1911 engagierte er sich in der Liberalen Partei, stand Wilfrid Laurier nahe und beriet ab 1921 William Lyon Mackenzie King in Fragen der Außenpolitik, ebenso wie seinen Nachfolger Louis Saint-Laurent. Skelton gilt als Gründer des Department of Foreign Affairs and International Trade, das zuvor nur für External Affairs zuständig war. Zudem war er als Publizist und Buchautor tätig, womit er wiederum die Wirtschafts- und Außenpolitik des Landes beeinflusste.
Die kanadische Bundesregierung ehrte ihn am 21. Mai 1947 für sein Werk dadurch, dass sie ihn zu einer „Person von nationaler historischer Bedeutung“ erklärte.

## Leben und Werk
Skelton wurde in dem kleinen Ort Orangeville nördlich von Toronto in eine anglo-irische Familie geboren. In Kingston studierte er zunächst Klassische Philologie, wobei die Classics in Kanada nicht ganz mit dem analogen Fach in Deutschland übereinstimmen. Von dort ging er nach Chicago, war jedoch mit dem dortigen Studium so unzufrieden, dass er nach Kingston zurückkehrte und politische Ökonomie bei Adam Shortt hörte.
Nach seinem Studium an der Universität Chicago, das er 1908 mit einem PhD in Politischer Ökonomie abschloss, einer Arbeit, die sich mit dem Marxismus auseinandersetzte, kehrte Skelton an die Queen’s University zurück. Dort wurde er 1909 zum John A. Macdonald Professor of Political Science and Economics berufen, eine Position, die er bis 1925 ausfüllte. 1919 wurde er Dekan (dean of arts).

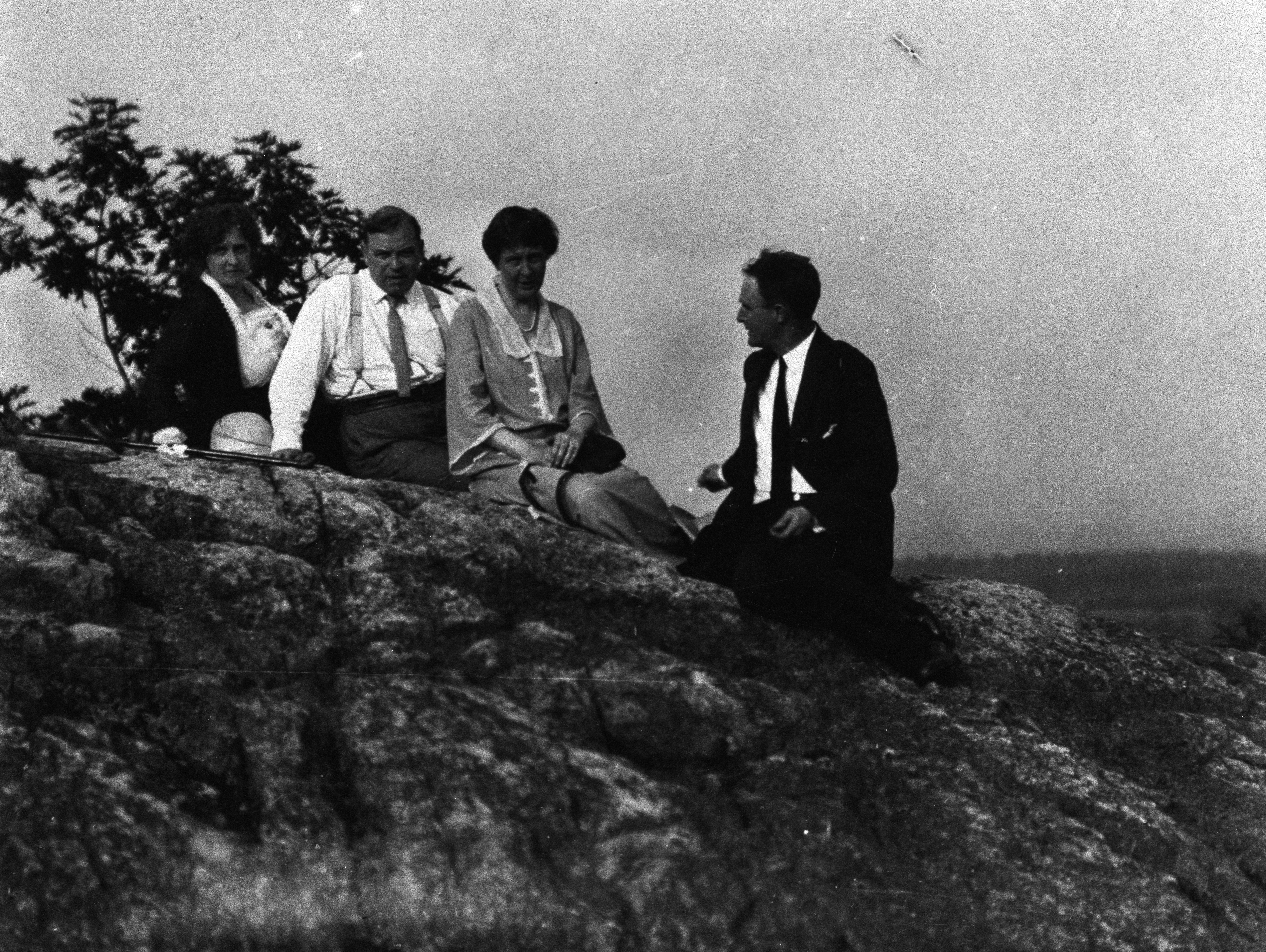
Skelton und Premier William Lyon Mackenzie King in Begleitung zweier Frauen am King Mountain, 1923

Skelton beteiligte sich auf Seiten der Liberalen an der Unterhauswahl 1911 und stand dem Premierminister Wilfrid Laurier nahe. Als Mackenzie King 1921 die Wahl gewann, wurde er dessen Berater in außenpolitischen Fragen. 1925 wurde er undersecretary of state for external affairs, etwa zu übersetzen mit Außenpolitischer Staatsuntersekretär, eine Stellung, die er bis zu seinem Tod im Jahr 1941 innehatte. Darin diente er auch dem Konservativen Richard Bedford Bennett von 1930 bis 1935. Er war in allen Bereichen der Innen- und Außenpolitik aktiv und gilt als eine der treibenden Kräfte bei der Entwicklung des kanadischen Sozialstaats. In der Außenpolitik war er vor dem Kriegseintritt Kanadas in den Zweiten Weltkrieg ein Verfechter des Isolationismus.
Skelton gilt, nachdem Adam Shortt Ende des 19. Jahrhunderts die Wirtschaftsgeschichte in Kanada begründet hatte, als Mittler zwischen ihm und Harold Innis. Nach seinem Studium wandte er sich von der politischen Ökonomie und ihren Modellen ab und der historischen Analyse zu. Er hatte in Chicago bei Laurence Laughlin, dem Gründer des Journal of Political Economy, gelernt und ab 1905 seine Abschlussarbeit vorbereitet. Doch spätestens 1908 bedauerte er, nicht bei Robert Hoxie, einem Arbeitswissenschaftler promoviert zu haben. Als seine Dissertation erschien, wurde sie u. a. von Lenin und dem Briten G.D.H. Cole gelobt. Schon zu dieser Zeit war er über Shortt, der aus dem Bereich der Philosophie kam, hinausgewachsen, erst recht, als er 1911 seine Economic History of Canada from Confederation in 1867 to 1912 veröffentlichte. Skelton analysierte erstmals, wie Märkte organisiert und Wirtschaftsräume vom privaten und öffentlichen Sektor geformt wurden. Er erkannte, wie diese Strukturen und deren Veränderung aufs engste mit außenpolitischen und -wirtschaftlichen Faktoren verknüpft waren, über die das Land wenig Kontrolle hatte, denn diese wurden eher in Washington und London gesteuert.
Skelton sah die hohe Zeit der britisch-kanadischen Beziehungen in den wirtschaftlich von Freihandel gekennzeichneten Jahren von 1854 bis 1866. Danach sei es zunehmend zu wechselseitigem Protektionismus gekommen, der 1879 seinen Höhepunkt mit John Macdonalds Außenhandelzöllen fand. Dieser Abschottung gegen Großbritannien folgte eine Stagnation in den 1880er Jahren, der vor allem in den Jahren 1893 bis 1896 eine erhebliche Auswanderung in die USA folgte. Nur die Eisenbahnverbindungen hielten die stark regionalisierte, entweder auf Europa oder die USA ausgerichtete Wirtschaft des Landes zusammen. Damit wandte er sich gegen die Ansicht von Goldwin Smith, nur massiver Antiamerikanismus halte Kanada zusammen. Auch wenn der Bau der 1886 fertiggestellten Canadian Pacific Railway massiver Korruption Vorschub leistete, so war es doch nach Skeltons Meinung dieser Bau, der die ehemalige britische Kolonie zusammenhielt. Damit stimmte er mit Innis überein, der 1916 plante, über diesen Eisenbahnbau an der Chicagoer Universität zu promovieren. Skelton sah Kanada zwischen den Weltmächten Großbritannien und USA, und genau diese Zwischenposition bedingte sein Fortbestehen.

## Werke (Auswahl)
- Socialism: A Critical Analysis, Boston und New York: Houghton Mifflin, 1919; London: Constable & Co., 1911.
- The Life and Times of Sir Alexander Tilloch Galt, Oxford University Press, 1920.
- Life and Letters of Sir Wilfrid Laurier, 2 Bde., Oxford University Press, 1921.
- Our Generation, Its Gains and Losses, University of Chicago Press, 1938.